# كورت روجر
كورت روجر (بالإنجليزية: Kurt Roger؛ بالألمانية: Kurt Roger) هو ملحن أمريكي ونمساوي، ولد في 3 مايو 1895 في أشفنشم في بولندا، وتوفي في 4 أغسطس 1966 في فيينا في النمسا.